# Frank Menjívar
José Francisco Menjívar Barahona (San Salvador, 1 de marzo de 1992), es un político, funcionario salvadoreño, miembro del partido Nuevas Ideas. Ha ejercido como Diputado ante el Parlamento Centroamericano (PARLACEN) para el período 2021-2026. En las Elecciones Presidenciales y Legislativas del 4 de febrero de 2024 fue electo como representante del Departamento de Cabañas en la Asamblea Legislativa.

## Biografía

#### Educación
Menjívar es Licenciado en Ciencias de la Comunicación por la Universidad Don Bosco y ha complementado su formación académica con estudios en Movilidad Humana y Administración Pública, lo que le ha permitido profundizar en temas de gran relevancia social.

#### Carrera Profesional
Desde 2016, Menjívar ha trabajado en una organización dedicada a la protección de la población migrante en Madrid, España, lo que representó su primer acercamiento a temas de derechos humanos.
En 2019, fue invitado a formar parte del Gobierno del Presidente Nayib Bukele como Asesor de Despacho en el Ministerio de Relaciones Exteriores de El Salvador. Ese mismo año, fue designado Director en el Consejo Directivo del Fondo de Conservación Vial (FOVIAL) en representación de la Presidencia de la República. También desempeñó funciones como Asesor en el Ministerio de Justicia y Seguridad Pública, centrado en temas de gestión territorial.

#### Trayectoria Política
En 2021, Menjívar se postuló como candidato a Diputado ante el Parlamento Centroamericano, obteniendo más de 160,000 votos a nivel nacional. Durante su mandato, fue presidente de la Comisión Política y miembro de la Comisión de Relaciones Exteriores y Migración.
Posteriormente, fue seleccionado por el partido Nuevas Ideas y por la población del Departamento de Cabañas para postularse como Diputado en la Asamblea Legislativa de El Salvador, cargo que ganó para el período 2024-2027. 
Actualmente, es miembro de la Comisión de Infraestructura y de Desarrollo Territorial.

#### Activismo y Contribuciones
Menjívar es reconocido por su compromiso con los derechos humanos y la movilidad humana, destacándose como defensor de políticas que protegen a la población migrante y promueven el desarrollo territorial en El Salvador.